# مر (نبات)

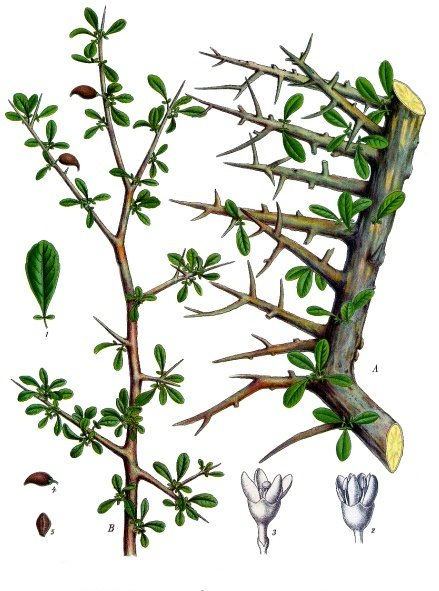
شجرة المُرّ

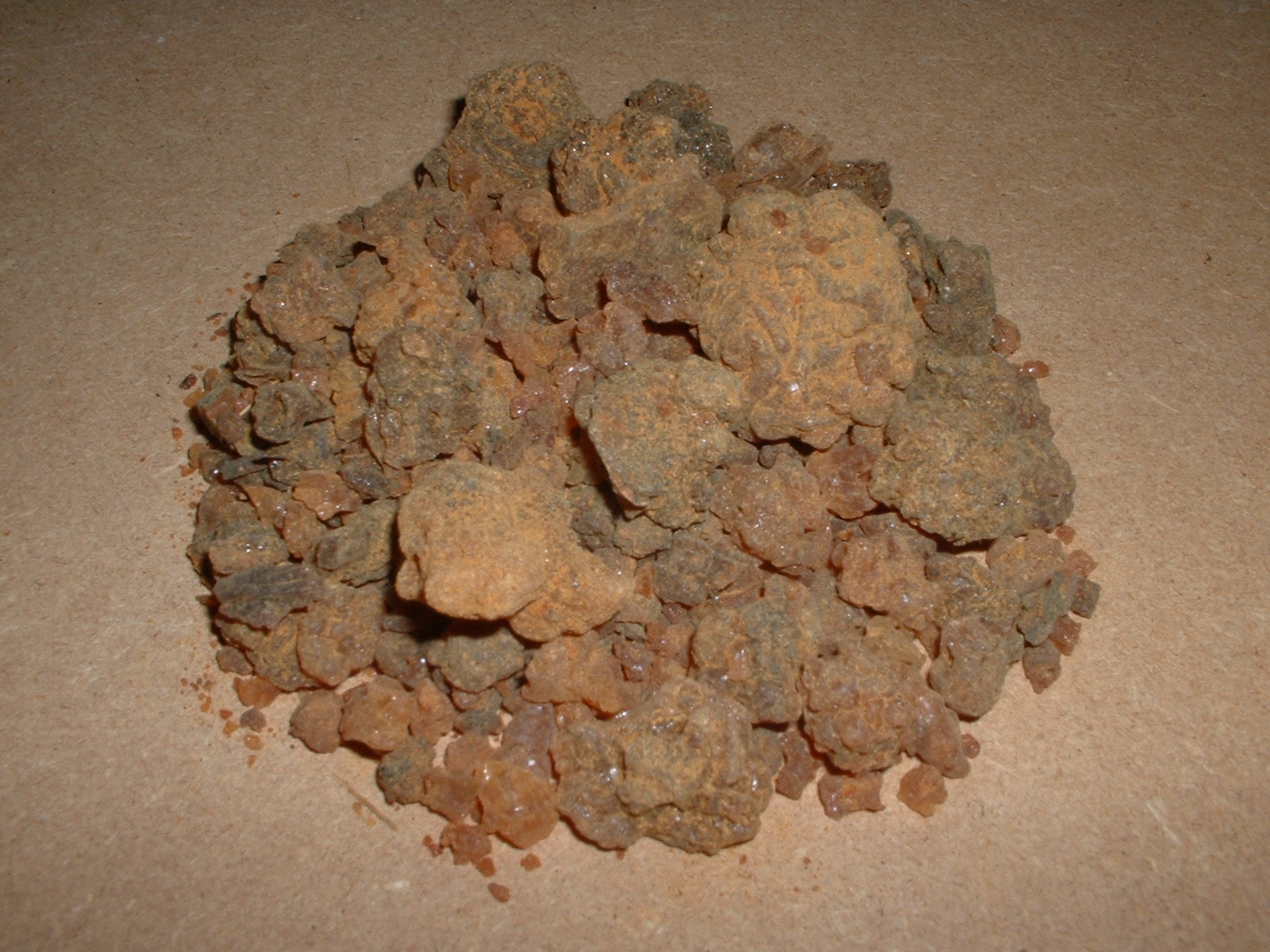
المُرّ

مر، مرة  أو البخوريات (بالإنجليزية: myrrh)‏. مادة صمغية تفرزها أغصان أشجار من نوع Commiphora myrrha و Commiphora molmol. وهي عبارة عن خليط متجانس من مواد راتنجية وصموغ وزيت طيار تفرزها.

## الوصف النباتي
يبلغ معدّل ارتفاع شجرة المُرّ ثلاثة أمتار، لها أغصان شائكة. طريقة استخراج المر من السيقان هو تجريح ساق الشجرة فتخرج منه هذه العصارة المعروفة بالمر.

## الإنتشار الجغرافي
ينبت في اليمن، عمان، الصومال، وشمال إفريقيا وجنوب غرب المملكة العربية السعودية.

## أنواع المر
أنواعه: مر حجازي، مر بطارخ أفريقي. النوع الجيد هو الذي يبدو شكله شفافاً نظيفاً ذا لون بني فاتح اما النوع الرديء فهو الذي تدخل فيه ألوان بنية أو سوداء ويبدو كأن فيه رمال.

## أصل التسمية
جاءت كلمة "myrrh" الإنجليزية من جذر سامي مشترك يعني «مر،» كما في الآرامية ܡܪܝܪܐ والعربية مر.

## إستعماله في الطب
- قال عنه ابن سينا:« مفتح محلل للريح ، ويقع في الأدوية الكبار لكثرة منافعه، ويمنع التعفن حتى أنه يمسك الميت ويحفظه عن التغير والنتن.»
- قال ابن البيطار: «يخلط في الأدوية التي يشربها من به السعال القديم والربو القديم، ولا يحدث في قصبة الرئة خشونة كما تفعل أشياء أخرى ، وصار بعض الناس يخلطه مع أدوية تشرب لخشونة قصبة الرئة خاصة.»
- قال الرازي: «ينفع لأوجاع الكلى والمثانة ويذهب نفخ المعدة ، والمغص ، ووجع الأرحام ،والمفاصل ، وينفع من السموم ويخرج الديدان ، ويذهب ورم الطحال ، ويحلل الأورام.»

## الطقوس الدينية

### في الإسلام
وفقا للحديث الشريف الذي نقله أبو نعيم مع كلمات عبان بن صالح بن أنس، قال رسول الله محمد صلي الله عليه وسلم: ""طوفوا بيوتكم بالشيح والمر والزعتر"" (كنز العمال). تذكر موسوعة العلاج بالنباتات الإسلامية نفس الحديث: ""قال رسول الله:"" أطعموا بيوتكم الشيح والمروم والسطار"" يدعي المؤلف أن هذا الاستخدام لكلمة ""المر"" يشير على وجه التحديد إلى كوميفورا ميرا. والاثنان الآخران هما الشيح (ربما الشيح) وساعتر (أو زعتر - الزعتر).

### في روسيا القديمة
في البداية، جاء المر إلى الروس من اليونانيين، من خلال مستعمرة تانايس اليونانية (اليوم روستوف على الدون)، التي ذكرها المؤرخ سترابون، والتي كانت تتاجر بها القبائل السلافية الروسية بنشاط.ميرو في العصور القديمة دعا الروس السلمية.
غالبًا ما يتم ذكر سميرنا في العديد من الطقوس والطقوس والعادات السلافية.

### في مصر القديمة وبونت (القرن الأفريقي)
سجل حاكم مصر من الأسرة الخامسة، الملك ساحورع، أقدم رحلة استكشافية موثقة إلى بلاد بونت، القرن الأفريقي الحديث (خاصة الصومال)، والتي أحضر المشاركون فيها عددًا كبيرًا من المر واللادان والملكيت والإلكتروم، كما جلبت البعثة الحيوانات البرية (على وجه الخصوص، الهيبارد)، وأمين الطيور (zemenosza-shooter)، والزرافات والبابون-hamadrils (التي كانت مقدسة للمصريين القدماء)، والشجرة السوداء، والعاج وجلود الحيوانات. على الإغاثة من معبد دفنه المخصص لنجاح هذه الحملة، يظهر ساهورا وهو يغازل شجرة المر في حديقة قصره، النقش البارز الذي يحمل عنوان ""روعة ساهورع ملتهبة إلى السماء"" هو الوحيد في الفن المصري الذي يصور ملكا يعمل في البستنة. تم استخدام ميرا من قبل المصريين القدماء، جنبا إلى جنب مع النطرون، لتحنيط المومياوات.